# Zob Ahan Football Club
Maillots
Actualités
Le Zob Ahan Ispahan Football Club (en persan : باشگاه فوتبال ذوب ‌آهن اصفهان), plus couramment abrégé en Zob Ahan, est un club iranien de football fondé en 1969 et basé dans la ville d'Ispahan.
Le Zob Aban FC, qui évolue au stade Foolad Shahr, est présidé par Mojtaba Fereydouni et entrainé par Mehdi Tartar depuis août 2021. Il évolue en première division du championnat d'Iran.

## Palmarès
| Compétitions nationales | Compétitions internationales                         |                                               |
| --- | ---------------------------------------------------- | --------------------------------------------- |
| \| - Championnat d'Iran : - Vice-champion : 2004-05, 2008-09, 2009-10 et 2017-18. - Coupe d'Iran (4) : - Vainqueur : 2002-03, 2008-09, 2014-15 et 2015-16. - Finaliste : 2000-01. \| \| - Supercoupe d'Iran (1) : - Vainqueur : 2016. \| | - Ligue des champions de l'AFC : - Finaliste : 2010. |                                               |
| - Championnat d'Iran : - Vice-champion : 2004-05, 2008-09, 2009-10 et 2017-18. - Coupe d'Iran (4) : - Vainqueur : 2002-03, 2008-09, 2014-15 et 2015-16. - Finaliste : 2000-01.                                                           |                                                      | - Supercoupe d'Iran (1) : - Vainqueur : 2016. |

## Personnalités du club

### Présidents du club
| - Mohammad Mehdi Taghizadeh (juillet 1969 - juillet 1977) - Mostafa Ghanei (juillet 1977 - février 1979) - Asghar Nilchian (mai 1979 - mai 1984) - Fazollah Omranian (mai 1984 - mai 1988) - Heydar Taheri (mai 1988 - mai 1992) - Nematollah Zargar (mai 1992 - juin 1996) - Alireza Shogi (juin 1996 - juin 2004) - Saeed Azari (juin 2004 - juin 2009) | - Asghar Dalili (juin 2009 - août 2011) - Khosro Ebrahimi (août 2011 - septembre 2013) - Saeed Azari (septembre 2013 - septembre 2019) - Javad Mohammadi (septembre 2019 - janvier 2020) - Ahmad Jamshidi (janvier 2020 - septembre 2020) - Javad Mohammadi (septembre 2020 - janvier 2021) - Mojtaba Fereydouni (janvier 2021 - ?) |

### Entraîneurs du club
| - Nasser Hejazi (juillet 2001 - décembre 2001) - Bahram Atef (décembre 2001 - juillet 2002) - Samvel Darbinyan (juillet 2002 - mai 2003) - Rasoul Korbekandi (mai 2003 - juin 2007) - Zoran Đorđević (juin 2007 - octobre 2007) - Bijan Zolfagharnasab (octobre 2007 - mai 2008) - Mansour Ebrahimzadeh (juillet 2008 - juin 2012) - Rasoul Korbekandi (juin 2012 - octobre 2012) - Farhad Kazemi (octobre 2012 - juin 2013) - Mahmoud Yavari (juin 2013 - juillet 2013) - Luka Bonačić (juillet 2013 - janvier 2014) - Mojtaba Taghavi (janvier 2014 - février 2014) | - Firouz Karimi (février 2014 - juin 2014) - Yahya Golmohammadi (juin 2014 - septembre 2016) - Mojtaba Hosseini (septembre 2016 - juin 2017) - Amir Ghalenoei (juin 2017 - juin 2018) - Omid Namazi (juin 2018 - novembre 2018) - Alireza Mansourian (novembre 2018 - décembre 2019) - Miodrag Radulović (janvier 2020 - juin 2020) - Luka Bonačić (juin 2020 - août 2020) - Rahman Rezaei (septembre 2020 - février 2021) - Mojtaba Hosseini (mars 2021 - août 2021) - Mehdi Tartar (août 2021 - ) |